# FDJ.fr/Saison 2014
Dieser Artikel listet Erfolge und Fahrer des Radsportteams FDJ.fr in der Saison 2014 auf.

## Erfolge in der UCI WorldTour
Bei den Rennen der UCI WorldTour im Jahr 2014 gelangen dem Team nachstehende Erfolge.
| Datum      | Rennen                    | Sieger         |
| ---------- | ------------------------- | -------------- |
| 9. März    | 1. Etappe Paris–Nizza     | Nacer Bouhanni |
| 17. März   | 8. Etappe Paris–Nizza     | Arthur Vichot  |
| 13. Mai    | 4. Etappe Giro d’Italia   | Nacer Bouhanni |
| 16. Mai    | 7. Etappe Giro d’Italia   | Nacer Bouhanni |
| 20. Mai    | 10. Etappe Giro d’Italia  | Nacer Bouhanni |
| 14. August | 4. Etappe Eneco Tour      | Nacer Bouhanni |
| 24. August | 2. Etappe Vuelta a España | Nacer Bouhanni |
| 30. August | 8. Etappe Vuelta a España | Nacer Bouhanni |

## Erfolge in der UCI Asia Tour
Bei den Rennen der UCI Asia Tour im Jahr 2014 gelangen dem Team nachstehende Erfolge.
| Datum       | Rennen                  | Kat. | Sieger        |
| ----------- | ----------------------- | ---- | ------------- |
| 14. Februar | 6. Etappe Tour of Qatar | 2.HC | Arnaud Démare |

## Erfolge in der UCI Europe Tour
Bei den Rennen der UCI Europe Tour im Jahr 2014 gelangen dem Team nachstehende Erfolge.
| Datum         | Rennen                                     | Kat. | Fahrer          |
| ------------- | ------------------------------------------ | ---- | --------------- |
| 6. Februar    | 2. Etappe Étoile de Bessèges               | 2.1  | Nacer Bouhanni  |
| 29. März      | 1. Etappe Critérium International          | 2.HC | Nacer Bouhanni  |
| 8. April      | 1. Etappe Circuit Cycliste Sarthe          | 2.1  | Nacer Bouhanni  |
| 17. April     | Grand Prix de Denain                       | 1.1  | Nacer Bouhanni  |
| 7. Mai        | 1. Etappe Quatre Jours de Dunkerque        | 2.HC | Arnaud Démare   |
| 8. Mai        | 2. Etappe Quatre Jours de Dunkerque        | 2.HC | Arnaud Démare   |
| 7.–11. Mai    | Gesamtwertung Quatre Jours de Dunkerque    | 2.HC | Arnaud Démare   |
| 17. Mai       | 2. Etappe Tour de Picardie                 | 2.1  | Arnaud Démare   |
| 18. Mai       | 3. Etappe Tour de Picardie                 | 2.1  | Arnaud Démare   |
| 16.–18. Mai   | Gesamtwertung Tour de Picardie             | 2.1  | Arnaud Démare   |
| 25. Juni      | Halle–Ingooigem                            | 1.1  | Arnaud Démare   |
| 29. Juni      | Finnische Meisterschaft – Straßenrennen    | CN   | Jussi Veikkanen |
| 29. Juni      | Französische Meisterschaft – Straßenrennen | CN   | Arnaud Démare   |
| 19. September | Kampioenschap van Vlaanderen               | 1.1  | Arnaud Démare   |
| 21. September | Grand Prix d’Isbergues                     | 1.1  | Arnaud Démare   |
| 2. Oktober    | 1. Etappe Tour de l’Eurométropole          | 2.1  | Arnaud Démare   |
| 3. Oktober    | 2. Etappe Tour de l’Eurométropole          | 2.1  | Arnaud Démare   |
| 5. Oktober    | 4. Etappe Tour de l’Eurométropole          | 2.1  | Arnaud Démare   |
| 2.–5. Oktober | Gesamtwertung Tour de l’Eurométropole      | 2.1  | Arnaud Démare   |

## Erfolge in der Cyclocross Tour
Bei den Rennen der UCI-Cyclocross-Saison 2013/14 gelangen dem Team nachstehende Erfolge.
| Datum        | Rennen                                                        | Fahrer         |
| ------------ | ------------------------------------------------------------- | -------------- |
| 13. Oktober  | Challenge National 1ère Epreuve, Saint-Étienne-lès-Remiremont | Francis Mourey |
| 27. Oktober  | Internationales Radquer Steinmaur, Steinmaur                  | Francis Mourey |
| 1. November  | Cyclo-Cross International de Marle, Marle                     | Francis Mourey |
| 9. November  | Internationales Cross Wochenende Wiesbaden, Wiesbaden         | Francis Mourey |
| 10. November | GGEW City Cross Cup, Lorsch                                   | Francis Mourey |
| 17. November | Challenge de la France Cycliste 2, Quelneuc                   | Francis Mourey |
| 8. Dezember  | Ciclocross del Ponte, Faè di Oderzo                           | Francis Mourey |
| 22. Dezember | UCI-Weltcup, Namur                                            | Francis Mourey |
| 26. Dezember | Internationales Radquer Dagmersellen, Dagmersellen            | Francis Mourey |
| 29. Dezember | Challenge National 3ème Epreuve, Flamanville                  | Francis Mourey |
| 12. Januar   | Französische Meisterschaft, Lignières                         | Francis Mourey |
| 19. Januar   | Cyclocross International du Mingant Lanarvily, Lanarvily      | Francis Mourey |

## Abgänge – Zugänge
| Zugänge                       | Team 2013     | Abgänge          | Team 2014    |
| ----------------------------- | ------------- | ---------------- | ------------ |
| Sébastien Chavanel            | Team Europcar | Sandy Casar      | Karriereende |
| Pierre-Henri Lecuisinier      | Neoprofi      | Dominique Rollin | Unbekannt    |
| Olivier Le Gac (ab 1. August) | Neoprofi      |                  |              |

## Mannschaft
| Name                     | Geburtstag        | Nationalität |              |
| ------------------------ | ----------------- | ------------ | ------------ |
| William Bonnet           | 25. Juni 1982     | Frankreich   |              |
| David Boucher            | 17. März 1980     | Frankreich   |              |
| Nacer Bouhanni           | 25. Juli 1990     | Frankreich   |              |
| Sébastien Chavanel       | 21. März 1981     | Frankreich   |              |
| Arnaud Courteille        | 13. März 1989     | Frankreich   |              |
| Mickaël Delage           | 6. August 1985    | Frankreich   |              |
| Arnaud Démare            | 26. August 1991   | Frankreich   |              |
| Kenny Elissonde          | 22. Juli 1991     | Frankreich   |              |
| Pierrick Fédrigo         | 30. November 1978 | Frankreich   |              |
| Murilo Fischer           | 16. Juni 1979     | Brasilien    |              |
| Alexandre Geniez         | 16. April 1988    | Frankreich   |              |
| Anthony Geslin           | 9. Juni 1980      | Frankreich   |              |
| Arnold Jeannesson        | 15. Januar 1986   | Frankreich   |              |
| Mathieu Ladagnous        | 12. Dezember 1984 | Frankreich   |              |
| Johan Le Bon             | 3. Oktober 1990   | Frankreich   |              |
| Olivier Le Gac           | 27. August 1993   | Frankreich   |              |
| Pierre-Henri Lecuisinier | 30. Juni 1993     | Frankreich   |              |
| Laurent Mangel           | 22. Mai 1981      | Frankreich   |              |
| Francis Mourey           | 8. Dezember 1980  | Frankreich   |              |
| Yoann Offredo            | 12. November 1986 | Frankreich   |              |
| Laurent Pichon           | 19. Juli 1986     | Frankreich   |              |
| Cédric Pineau            | 8. Mai 1985       | Frankreich   |              |
| Thibaut Pinot            | 29. Mai 1990      | Frankreich   |              |
| Anthony Roux             | 18. April 1987    | Frankreich   |              |
| Jérémy Roy               | 22. Juni 1983     | Frankreich   |              |
| Geoffrey Soupe           | 22. März 1988     | Frankreich   |              |
| Benoît Vaugrenard        | 5. Januar 1982    | Frankreich   |              |
| Jussi Veikkanen          | 29. März 1981     | Finnland     |              |
| Arthur Vichot            | 26. November 1988 | Frankreich   |              |
| Émilien Viennet          | 6. Februar 1992   | Frankreich   |              |
| Stagiaires               | Stagiaires        | Nationalität | Nationalität |
| Lorrenzo Manzin          | Lorrenzo Manzin   | Frankreich   |              |
| Guillaume Martin         | Guillaume Martin  | Frankreich   |              |
| Marc Sarreau             | Marc Sarreau      | Frankreich   |              |